# Knemodynerus meyeri
Knemodynerus meyeri är en stekelart som först beskrevs av Cameron 1910.  Knemodynerus meyeri ingår i släktet Knemodynerus och familjen Eumenidae. Inga underarter finns listade i Catalogue of Life.